# Större havsnål
Större havsnål (Entelurus aequoreus) en art av familjen kantnålsfiskar.

## Utseende
Den större havsnålen är en långsträckt, rörformad fisk som saknar fjäll, och i stället har kroppen klädd med benplattor. Dessa är ljusbruna med tvärstrimmor som är vita hos ungfiskarna, men blir ljusblå hos vuxna individer. Den saknar bröst- och stjärtfenor utan har endast en ryggfena (till skillnad från kantnålarna, som har alla slagen av fenor). Ungfiskar har dock bröstfenor. Den större havsnålen blir upp till 60 centimeter lång för honor, 40 centimeter för hanar. Anus mynnar under den bakre delen av ryggfenan (till skillnad från vad som är fallet hos den mindre havsnålen). Till skillnad från kantnålarna har hanen ingen egentlig yngelpåse på buken, utan han bär äggen fastklibbade direkt på buken.

## Utbredning
Den större havsnålen finns från Azorerna och södra Spanien norrut längs europeiska kontinentens atlantkust över Brittiska öarna upp till Färöarna, södra och västra Island samt mellersta Norge. Går in i Öresund. Finns också i delar av Medelhavet som Marseillebukten och norra Adriatiska havet.

## Vanor
Den lever i kustnära tång- och bandtångbälten ner till 100 meters djup. Kan även leva pelagiskt. Liksom sjöhästarna använder den sin smala snabelliknande mun som en pipett, och suger i sig smådjur som fiskyngel och små kräftdjur.
Den leker under sommaren, varvid honan kan lägga upptill 1 000 ägg, som fästs på flera hanar, i 8 till 12 rader under buken. De omkring 1,2 millimeter stora äggen kläcks efter omkring en månad. Arten blir könsmogen vid 2 års ålder. 